# Alabama-Depot

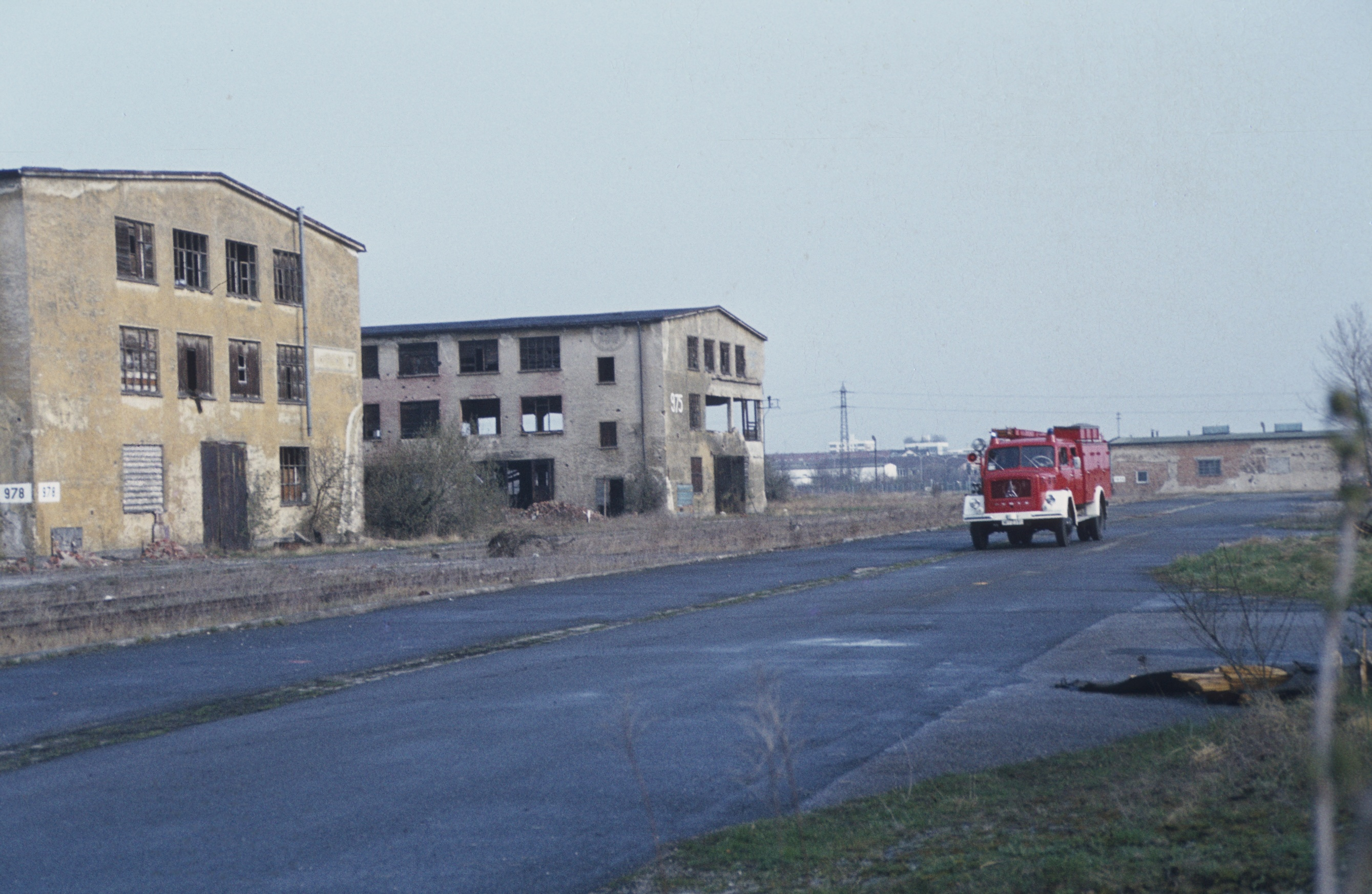
Gelände des Alabama-Depots kurz vor dem Abriss 1981

Das Alabama-Depot war von 1917 bis 1974 ein militärisches Lager im Münchner Stadtteil Am Hart. Es wurde in den 1980er Jahren unter dem Namen Alabama-Halle als kultureller Veranstaltungsort deutschlandweit bekannt. Seit 1990 ist der Großteil des ehemaligen Lagers Teil des BMW-Geländes. Auf einem Teil des Geländes bestand bis 1992 die von der Bundeswehr genutzte Kronprinz-Rupprecht-Kaserne.

## Lage
Das Alabama-Depot lag zwischen den heutigen Straßen Schleißheimer Straße im Westen und Knorrstraße im Osten sowie dem Eisenbahn-Nordring im Süden und der Rathenaustraße im Norden. Zu seiner Gründung gehörte es zur kurz zuvor nach München eingemeindeten Gemarkung Milbertshofen.

## Vorgeschichte
Am 3. Juni 1906 wurde am nördlichen Münchner Stadtrand ein Rad- und Motorradstadion mit angrenzenden Sportplätzen eröffnet. Im Stadion fanden 38.000 Zuschauer Platz; es war damit weltweit eines der größten Radstadien seiner Zeit. Gebaut wurde die Anlage unter Förderung des Milbertshofener Industriellen Ludwig Petuel jun. Er wollte damit auch eigennützig für sein Fahrradwerk werben. Der damals überaus beliebte Münchner Radrennfahrer Thaddäus Robl erlebte hier seine letzten Erfolge. Nachdem die Rennbahn jedoch schon bald nicht mehr finanziert werden konnte, wurde sie 1914 wieder geschlossen.

## Militärische Nutzung
Das Areal hatte bis zur Eingemeindung 1913 zur Stadt Milbertshofen gehört und ging 1917 ins Eigentum der Stadt München über, die es der bayerischen Armee überließ.
Dort entstand das Heereszeugamt, dessen Haupthalle dreischiffig angelegt war. Das mittige Hauptschiff wies einen charakteristischen A-förmigen Giebel auf. Westlich davon befand sich bereits seit 1838 ein Munitionslager, der so genannte Pulverturm. Vorteilhaft für den Betrieb der logistischen Einrichtungen war die Nähe der Militärbahn, des heutigen Nordrings; so erhielten beide Einrichtungen umfangreiche Bahnanschlüsse. Im Zweiten Weltkrieg wurde im Norden des Geländes das Heeresverpflegungsamt untergebracht.
Nach dem Krieg übernahm die US-Armee die militärischen Einrichtungen in München und benannte sie zum Teil nach US-Bundesstaaten. Aus dem Heereszeugamt wurde die Alabama Storage Area (Alabama-Depot), die dem Munich Quartermaster Depot (Versorgungslager München) unterstellt war. Den nördlichen Teil des Geländes erhielt bereits 1963 die Bundeswehr. Bis 1992 bestand dort die Kronprinz-Rupprecht-Kaserne (Schleißheimer Straße 426), in der zuletzt das Panzergrenadierbataillon 223 stationiert war.

## Zivile Nachnutzung als Alabama-Halle
1974 verließ die US Army auch den Rest des Geländes. Die dortigen Hallen dienten danach als Lager- und Verkaufsfläche für Kleingewerbe aller Art, als Musikstudios, Kleinkunsttheater und Ateliers. 1978 erwarb BMW eine Kaufoption auf das Gelände, um dort mittelfristig sein Forschungs- und Innovationszentrum (FIZ) zu errichten. Damit kam eine Zwischennutzung in Gang, die bis 1988 dauerte und BMW in die Kulturförderung einband.
Seit 1979 fand das Festival der Freien Theater (heute: Theaterfestival Spielart) in Milbertshofen statt. Träger war der Verein Spielmotor München e. V. in gemeinsamer Verantwortung von Kulturreferat der Stadt München und BMW. Die ersten Jahre fand das Festival in Zelten statt, wobei wetterabhängige Ausfälle zu Defiziten führten.
Der Abriss mehrerer Hallen auf dem Alabama-Gelände 1981 wurde von der Stadt München zu einer Großübung des Katastrophenschutzes genutzt: Unter dem Szenario eines Flugzeugabsturzes wurden am 14. November 1981 mehrere Hallen in Brand gesetzt, um dort unter realistischen Bedingungen Rettungs- und Löscheinsätze zu üben.
1981 eröffnete die Alabama-Halle als Konzert- und Theaterhalle unter der Leitung des Vereins Spielmotor. Die Umnutzung einer Industriehalle ohne aufwändige Umbauten als Schauplatz von Jugendkultur und freier Kulturszene war bundesweit neu und legte den Grundstein für die Hallenkultur der 1980er und 1990er Jahre. Zunächst wurden eine Bühne und Beleuchtung installiert, kurz darauf kamen Übungsräume für Bands dazu. Die beiden Booker Winfried Albrecht und Cornelia Waiblen begannen mit Musik, holten aber bald auch experimentellen Tanz und unabhängige Theatergruppen in die Halle. Mitte des Jahrzehnts wurde die Halle an rund 300 Tagen im Jahr bespielt. Alle Acts waren alternativ oder innovativ; wurde ein Stil populär, flog er aus dem Programm.
Nachdem das Bayerische Fernsehen bereits einige Konzerte bekannter deutscher und internationaler Pop- und Rock-Musiker aus der Alabama-Halle unter dem Namen Rock aus dem Alabama und Münchner Rocktage übertragen hatte, produzierte es hier ab dem 2. Januar 1984 wöchentlich die Jugendsendung Live aus dem Alabama, die deutschlandweit bekannt wurde. Nach der Talkshow übertrug der BR den Anfang des anschließenden Konzerts.

## BMW und andere Nutzer

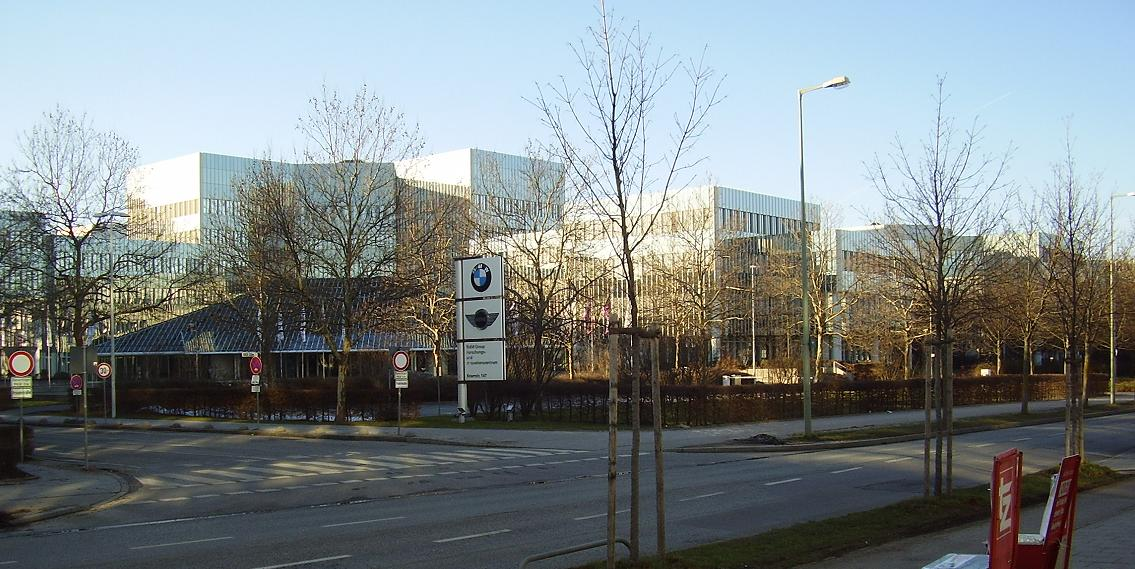
Das Forschungs- und Innovationszentrum der BMW AG

Mitte 1986 erklärte BMW, das Gelände bebauen zu wollen, und kündigte die Schließung der Halle an. Ende 1987 endeten die Konzerte, im April 1988 fand die letzte Veranstaltung in der Alabama-Halle statt. In den folgenden Jahren wurden die meisten Gebäudeteile abgerissen, der Rest verkam. BMW begann, im Süden des Geländes Gebäude für seine Entwicklungsabteilung zu errichten.
Das ehemalige Alabama-Gelände wird inzwischen fast vollständig von BMW genutzt. Im Kern des Areals befindet sich in mehreren Großgebäuden das BMW Group Forschungs- und Innovationszentrum. Auch das Gelände der 1992 geschlossenen Kronprinz-Rupprecht-Kaserne soll in den nächsten Jahren von BMW (unter den Namen: „FIZ Future“) bebaut werden; 2016 wurde dort auch das Gymnasium München-Nord eröffnet. Im Südosten des Gebiets befindet sich der Sitz des Bayerischen Landesamts für Verfassungsschutz und andere Behörden des Freistaates.